# Copa Mundial de Rugby de 2027
La Copa Mundial de Rugby de 2027 será la undécima edición de la Copa del Mundo de Rugby, torneo internacional de rugby que se celebra cada cuatro años.
El torneo se celebrará en Australia, y la sede fue elegida el 12 de mayo de 2022. Junto con la celebración del torneo masculino, Australia también organizará el Mundial Femenino de 2029.
Y a diferencia del mundial pasado este tendrá 24  clasificados en lugar de 20.

## Candidatos
En junio de 2019, tres países, Argentina, Australia y Rusia, habían declarado su interés en organizar la Copa Mundial en 2027, además de especulaciones referentes a la posible candidatura de Estados Unidos.
Al igual que en las designaciones de las ediciones de 2015 y 2019, la decisión sobre las sedes elegidas de las ediciones 2027 y 2031, se haría en conjunto, entregando el resultado de la elección de la sede el 12 de mayo de 2022.

### Candidatura aceptada

#### Australia
Australia, que previamente acogió la Copa Mundial de Rugby de 2003, manifestó su interés por albergar el torneo del año 2027.

### Candidaturas descartadas

#### Estados Unidos
Luego de un estudio de viabilidad comenzado en agosto de 2020, USA Rugby decidió presentar una propuesta formal para ser sede del Mundial de Rugby, incluyendo ofertas por las ediciones de 2027 y 2031 en formato masculino y la edición femenina de 2029. El presidente de la candidatura estadounidense fue Jim Brown, gerente de la exitosa candidatura al Mundial de 2026 de fútbol.

#### RusiaRusia
Rusia, que previamente acogió la Copa del Mundo de Rugby 7 de 2013, manifestó su interés por albergar el torneo, candidatura liderada por la Federación Rusa de Rugby y su presidente Stanislav Druzhinin, utilizando la infraestructura heredada del Mundial de Fútbol de 2018.

### Candidaturas retiradas

#### Argentina
Argentina expresó en un principio su interés, en el año 2016. Bill Beaumont, presidente de World Rugby, confirmó la posibilidad de realizar el evento en Argentina, incluso existieron reuniones con el presidente Mauricio Macri, pero en octubre de 2019, el vicepresidente de World Rugby Agustín Pichot, puso fin a las especulaciones cuando declaró al Midi Olympique que hoy era utópico pensar en la realización del mundial en el país como fue su idea inicial.

#### Sudáfrica
Sudáfrica, luego de ser uno de los favoritos para organizar la Copa 2023, finalmente otorgada a Francia, decidió postular para la edición 2027; luego de varias negociaciones decidió retirar su candidatura en agosto de 2020 por falta de apoyo financiero por parte del gobierno del país africano, debido principalmente a la pandemia de COVID-19 y a la alta cifra de dinero exigida por World Rugby como garantía financiera.

## Clasificación
| Clasificatorias | Clasificatorias | Clasificatorias | Clasificatorias | Clasificatorias | Clasificatorias |
| --------------- | --------------- | --------------- | --------------- | --------------- | --------------- |
| África          | Asia            | Europa          | Pacífico        | Sudamérica      | Repesca         |

#### Equipos clasificados
| África                 | Sudamérica                 | Asia                | Europa                                                                                              | Oceanía/Pacífico                                                       |
| ---------------------- | -------------------------- | ------------------- | --------------------------------------------------------------------------------------------------- | ---------------------------------------------------------------------- |
| - Sudáfrica - Zimbabue | - Argentina - Sudamérica 1 | - Hong Kong - Japón | - Escocia - España - Francia - Gales - Georgia - Inglaterra - Irlanda - Italia - Portugal - Rumania | - Australia (anfitrión) - Fiyi - Nueva Zelanda - PNC 1 - PNC 2 - PNC 3 |

- Una plaza se asigna al ganador de la repesca entre el cuarto de la Pacific Nations Cup y Sudamérica 2.
- Una plaza se asigna al ganador del torneo final de repesca (perdedor de la repesca entre el cuarto de la Pacific Nations Cup y Sudamérica 2; Europa 5; Sudamérica 3 y el ganador del Asia 2 - África 2).

## Participantes
En octubre de 2023, World Rugby anunció que la edición de 2027 sería la primera que se disputara con la ampliación a 24 selecciones; esta modificación incorporaría cambios en la forma de disputarse el torneo, entre ellos una primera fase con seis grupos de cuatro selecciones cada una y la incorporación de los octavos de final.

## Sedes
| Sídney, Nueva Gales del Sur | Newcastle, Nueva Gales del Sur        | Melbourne, Victoria      | Mapa                                                          |
| --------------------------- | ------------------------------------- | ------------------------ | ------------------------------------------------------------- |
| Stadium Australia           | Newcastle International Sports Centre | TBA                      | Sídney Newcastle Melbourne Adelaide Perth Brisbane Townsville |
| Capacidad: 82 000           | Capacidad: 23 000                     | Capacidad: TBA           | Sídney Newcastle Melbourne Adelaide Perth Brisbane Townsville |
|                             |                                       |                          | Sídney Newcastle Melbourne Adelaide Perth Brisbane Townsville |
| Adelaide, South Australia   |                                       |                          | Sídney Newcastle Melbourne Adelaide Perth Brisbane Townsville |
|                             | Adelaide Oval                         |                          | Sídney Newcastle Melbourne Adelaide Perth Brisbane Townsville |
|                             | Capacidad: 53 500                     |                          | Sídney Newcastle Melbourne Adelaide Perth Brisbane Townsville |
|                             |                                       |                          | Sídney Newcastle Melbourne Adelaide Perth Brisbane Townsville |
| Perth, Western Australia    | Brisbane, Queensland                  | Townsville, Queensland   | Sídney Newcastle Melbourne Adelaide Perth Brisbane Townsville |
| Perth Stadium               | Lang Park                             | North Queensland Stadium | Sídney Newcastle Melbourne Adelaide Perth Brisbane Townsville |
| Capacidad: 65 000           | Capacidad: 52 500                     | Capacidad: 25 000        | Sídney Newcastle Melbourne Adelaide Perth Brisbane Townsville |
|                             |                                       |                          | Sídney Newcastle Melbourne Adelaide Perth Brisbane Townsville |